# Комарівкові
Комарівкові (Bittacidae) — родина скорпіонових мух. Включає близько 170 видів.

## Опис
Імаго зовні нагадують комарів-довгоногів (Tipulidae) з ряду двокрилих. Відрізняються наявністю двох пар крил та відсутністю дзижчалець. Вид Apterobittacus apterus повністю безкрилий.

## Спосіб життя
Активні хижаки, інколи живляться нектаром. Під час шлюбних ігор самець пропонує самиці впійману комаху як шлюбний подарунок. Чим більший предмет здобичі, тим поступливішою буде самиця для спаровування.

## Роди
- Anabittacus (1) Kimmins, 1929 (Чилі)
- Anomalobittacus (1) Kimmins, 1928 (Південна Африка)
- Apterobittacus (1) MacLachlan, 1893 (США)
- †Archebittacus (1) Riek, 1955 (тріасовий період, Австралія)[1]
- Austrobittacus (1) Riek, 1954 (Австралія)
- Bittacus (124) Latreille, 1805 (весь світ)
- Edriobittacus (1) Byers, 1974 (Австралія)
- †Formosibittacus (1) Li, Ren & Shih, 2008 (середня юра, Китай)[2]
- Harpobittacus (12) Gerstaecker, 1885 (Австралія)
- Hylobittacus (1) Byers, 1979 (США, Мексика)
- Issikiella (5) Byers, 1972 (Південна Америка)
- †Juracimbrophlebia  Wang et al. 2012 (середня юра, Китай)[3]
- †Jurahylobittacus (1) Li, Ren & Shih, 2008 (середня юра, Китай)[2]
- Kalobittacus (8) Esben-Petersen, 1914 (Центральна Америка)
- †Mongolbittacus (1) Petrulevicius, Huang & Ren, 2007[4]
- Nannobittacus (4) Esben-Petersen, 1927 (Південна Америка)
- Neobittacus (2) Esben-Petersen, 1914 (Бразилія)
- Orobittacus Villegas & Byers, 1982 (Каліфорнія)
- Pazius (8) Navás, 1913 (Південна Америка)
- Symbittacus Byers, 1986 (Австралія)
- Tytthobittacus Smithers, 1973 (Австралія)